# Teodor Józef Lubomirski
Teodor Józef Konstanty Lubomirski herbu Szreniawa bez Krzyża, książę (ur. 1683 – zm. 6 lutego 1745 w Ujazdowie) – wojewoda krakowski, marszałek sejmów 1729 i 1730, marszałek polny Arcyksięstwa Austriackiego, od 1734 kawaler orderu Złotego Runa i od 1730 Orła Białego.

## Życiorys
Był synem Stanisława Herakliusza, bratem przyrodnim Elżbiety Heleny Sieniawskiej, ojcem Kaspra generała lejtnanta wojsk rosyjskich.
W 1700 otrzymał od ojca bogate starostwo spiskie. Zaraz potem zrabował je i z metresą swego ojca uciekł za granicę. Wrócił prawdopodobnie już po śmierci ojca w 1702. Został dziedzicem Czerniakowa i Ujazdowa pod Warszawą, po samobójczej śmierci brata Franciszka dostał w  1721 rozlegle dobra łańcuckie, a drogą kupna stopniowo nabył duży kompleks dóbr w Rzeszowskiem, był właścicielem Połonnego.
Wziął udział w wojnie północnej przeciwko Augustowi II. W 1711 uzyskał przebaczenie Augusta II i zwrot starostwa spiskiego. Przez lat niemal dwadzieścia nie brał żadnego udziału w życiu publicznym. W 1721 odbił kupcowi krakowskiemu Janowi Kristiczowi urodziwą żonę Elżbietę ze szkockiej rodziny de Culler-Cuming i zamieszkał z nią oficjalnie. W pierwszej połowie 1724 r. poślubił swą konkubinę. Ożenek z mieszczką oburzył rodziny magnackie, które przestały u niego bywać.
Poseł sejm z województwa krakowskiego w 1729 i 1730 roku. Od 1732 roku był wojewodą krakowskim. Był członkiem konfederacji generalnej zawiązanej 27 kwietnia 1733 roku na sejmie konwokacyjnym. Był elektorem Augusta III Sasa w 1733 roku, podpisał jego pacta conventa. W 1735 roku podpisał uchwałę Rady Generalnej konfederacji warszawskiej. W 1736 roku został wyznaczony senatorem rezydentem.
4 grudnia 1736 został mianowany na stopień marszałka polnego. W tym samym roku został szefem Pułku Kirasjerów, późniejszego Czeskiego Pułku Dragonów Nr 2.
Wiele przebywał w Wiedniu i Austrii, gdzie w 1740 nabył dobra ziemskie. Na sejmie pacyfikacyjnym 1736 storpedował projekt nowych podatków, udaremnił skutecznie próbę reformy państwa. 10 lipca 1737 roku podpisał we Wschowie konkordat ze Stolicą Apostolską. Posłował jeszcze na sejm w 1740 ostro krytykując pomysły powiększenia armii.
U schyłku życia popadł w dewocję, czego wyrazem było  wzniesienie przy kościele ujazdowskim kalwarii złożonej z 33 kaplic, zbudowanie kościoła w Boguchwale, kościoła i klasztoru dominikanów w Łańcucie. Lubomirski wspierał także Collegium Nobilium. Schorowany na podagrę, zmarł w Ujazdowie. Został pochowany w kościele św. Antoniego Padewskiego na Czerniakowie. Po uregulowaniu spraw majątkowych żona Teodora Elżbieta przeprowadziła się w 1748 do Wiednia za córką Anną (zm. 1771), która wyszła za mąż za magnata węgierskiego Mikołaja Esterházyego. Elżbieta zmarła w Wiedniu w 1776.